# Alan Parsons
Alan Parsons (* 20. prosince 1948 Londýn, Anglie) je britský zvukový inženýr, hudebník a hudební producent. Spolupracoval na nahrávání mnoha úspěšných alb populární hudby, jako byla například Abbey Road (The Beatles), či The Dark Side of the Moon (Pink Floyd). Jeho skupina s názvem The Alan Parsons Project i jeho sólové hudební projekty také zaznamenaly významný komerční úspěch.
V Abbey Road Studios začal Parsons pracovat od října 1967 jako 18letý. Jeho jméno se poprvé objevilo na albu Abbey Road. Alan Parsons pracoval i na projektech Paula McCartneyho (alba Wild Life a Red Rose Speedway), pěti albech skupiny The Hollies, dvou albech od Pink Floyd, Atom Heart Mother a The Dark Side of the Moon, za které získal svou první nominaci na cenu Grammy.
Dnes Alan Parsons pobývá v Santa Barbaře v Kalifornii.

## Diskografie

### Sólová tvorba
- 1993 – Try Anything Once
- 1997 – On Air A&M/Digital Sound
- 1999 – Time Machine Miramar
- 2004 – A Valid Path

### The Alan Parsons Project
- 1976 – Tales of Mystery and Imagination
- 1977 – I Robot
- 1978 – Pyramid
- 1979 – Eve
- 1980 – The Turn of a Friendly Card
- 1982 – Eye in the Sky
- 1983 – The Best of the Alan Parsons Project
- 1984 – Ammonia Avenue
- 1985 – Vulture Culture
- 1985 – Stereotomy Arista
- 1987 – Gaudi Arista
- 1988 – The Best of the Alan Parsons Project, Vol. 2
- 1988 – The Instrumental Works
- 1990 – Freudiana
- 1989 – Pop Classics
- 1995 – The Very Best Live
- 1997 – Apollo
- 1997 – The Definitive Collection
- 1999 – Sound Check 2
- 1999 – Master Hits – The Alan Parsons Project
- 1999 – Alan Parsons Project – Greatest Hits Live
- 1999 – Eye in the Sky
- 1999 – Eye in the Sky – Encore Collection
- 2000 – Alan Parsons Project – Gold Collection BMG International
- 2002 – Works Audiophile Legends
- 2004 – Ultimate
- 2004 – Extended Versions: The iEncore Collection Live
- 2006 – Days Are Numbers (Kompilace 3 CD)

### Producent
- 1975 – The Best Years of Our Lives (Steve Harley & Cockney Rebel)
- 1976 – Rebel (John Miles) 171 US
- 1976 – Year of the Cat (Al Stewart) 5 US
- 1976 – Somewhere I've Never Travelled (Ambrosia)
- 1978 – Time Passages (Al Stewart) 10 US
- 1984 – Keats

### Technik
- 1969 – Abbey Road (The Beatles) 1 UK
- 1970 – Atom Heart Mother (Pink Floyd) 1
- 1973 – The Dark Side of the Moon (Pink Floyd) 2
- 1974 – Hollies (The Hollies) 28 US
- 1975 – Another Night (The Hollies) 132 US
- 1975 – Ambrosia (Ambrosia)
- 1976 – Year of the Cat (Al Stewart)

## Úspěchy

### Singly

#### Singly, které se umístily v Billboard Top 40
# 3 – „Eye in the Sky“ (1982)
#15 – „Time“ (1981)
#15 – „Don't Answer Me“ (1984)
#16 – „Games People Play“ (1980)
#27 – „Damned if I Do“ (1979)
#36 – „I Wouldn't Want to Be Like You“ (1977)
#37 – „(The System Of) Doctor Tarr And Professor Fether“ (1976)

#### Singly v kanadských žebříčcích
#62 – „(The System Of) Doctor Tarr And Professor Fether“ (1976)
#22 – „I Wouldn't Want to Be Like You“ (1977)
#16 – „Damned if I Do“ (1980)
# 9 – „Games People Play“ (1981)
#30 – „Time“ (1981)
# 1 – „Eye in the Sky“ (1982)
#43 – „You Don't Believe“ (1983)
#20 – „Don't Answer Me“ (1984)
#89 – „Let's Talk About Me“ (1985)

### Nominace na cenu Grammy
- 1973 – Pink Floyd – The Dark Side of the Moon – Cena Grammy Award for Best Engineered Album, Non-Classical
- 1976 – Ambrosia – Somewhere I've Never Traveled – Cena Grammy Award for Best Engineered Album, Non-Classical
- 1976 – The Alan Parsons Project – Tales of Mystery and Imagination – Cena Grammy Award for Best Engineered Album, Non-Classical
- 1978 – The Alan Parsons Project – Pyramid – Cena Grammy Award for Best Engineered Album, Non-Classical
- 1979 – Ice Castles – Original Motion Picture Soundtrack – Cena Grammy Award for Best Score Soundtrack Album for a Motion Picture, Television or Other Visual Media
- 1979 – The Alan Parsons Project – Eve – Cena Grammy Award for Best Engineered Album, Non-Classical
- 1981 – The Alan Parsons Project – The Turn of a Friendly Card – Cena Grammy Award for Best Engineered Album, Non-Classical
- 1982 – The Alan Parsons Project – Eye in the Sky – Cena Grammy Award for Best Engineered Album, Non-Classical
- 1986 – The Alan Parsons Project – "Where's The Walrus?" – Cena Grammy Award for Best Rock Instrumental Performance
- 2007 – Alan Parsons – A Valid Path – Cena Grammy Award for Best Surround Sound Album